# فص كلوي
الفَصُّ الكُلويّ (بالإنجليزية: Renal lobe)‏، هو جزء من الكلية يتكون من الهرم الكُلْوِيَّ والقشرة الكلوية العلوية المحيطة بها.
وهي مرئية بدون استخدام المجهر، لذا من الأسهل رؤيتها عند البشر أكثر من الحيوانات الأخرى. وهي تحوي العديد من الفصيصات القشرية والتي لا تُرى الا بالمجهر.

## روابط خارجية
- صور نسيجية: 15901loa — نظام تعلم علم الأنسجة في جامعة بوسطن